# طريقي (فلم 1973)
طريقي (بالإنجليزية: My Way) وقد يُعرف أيضًا باسمِ الفائزون (بالإنجليزية: The Winners) هو فيلم درامي جنوب أفريقي صدر عام 1973 من إخراج إميل نوفال وروي سارجنت وبطولة جو ستيواردسون وريتشارد لورينج وماري دو تويت وتوني جاي.

## طاقم التمثيل
- جو ستيواردسون في دور ويل مادوكس
- ريتشارد لورينج في دور بول مادوكس
- ماري دو تويت في دور فران مادوكس
- توني جاي في دور ناتي كابلان
- مادلين أوشر في دور جيليان سكوت
- جون هيغينز في دور باري مادوكس
- كين ليتش في دور توني مادوكس
- ديان ريدلر في دور جينا
- جيني ماير في دور ساندرا مادوكس
- إيان يولي في دور آندي
- جريجوريو فياسكونارو في دور ماريو
- مارسيلو فياسكونارو في دور ديف ماك أليستر
- كلايف سكوت في دور المراسل
- باربرا كينغهورن في دور ديزي
- جون هايتر في دور الدكتور
- نورمان كومبيس في دور رئيس مجلس الإدارة